# Giovanni Domenico Rognoni Taegio
Giovanni Domenico Rognoni Taegio fou un músic italià.
Fill i germà respectivament de Riccardo i Francesco també músics i compositors, fou organista i director de capella de la cort ducal de Milà, i publicà Canzone, per a orgue, en 3 i 8 parts (1605); un llibre de madrigals (1605 i 1619), una Missa de Rèquiem (1924).